# A113

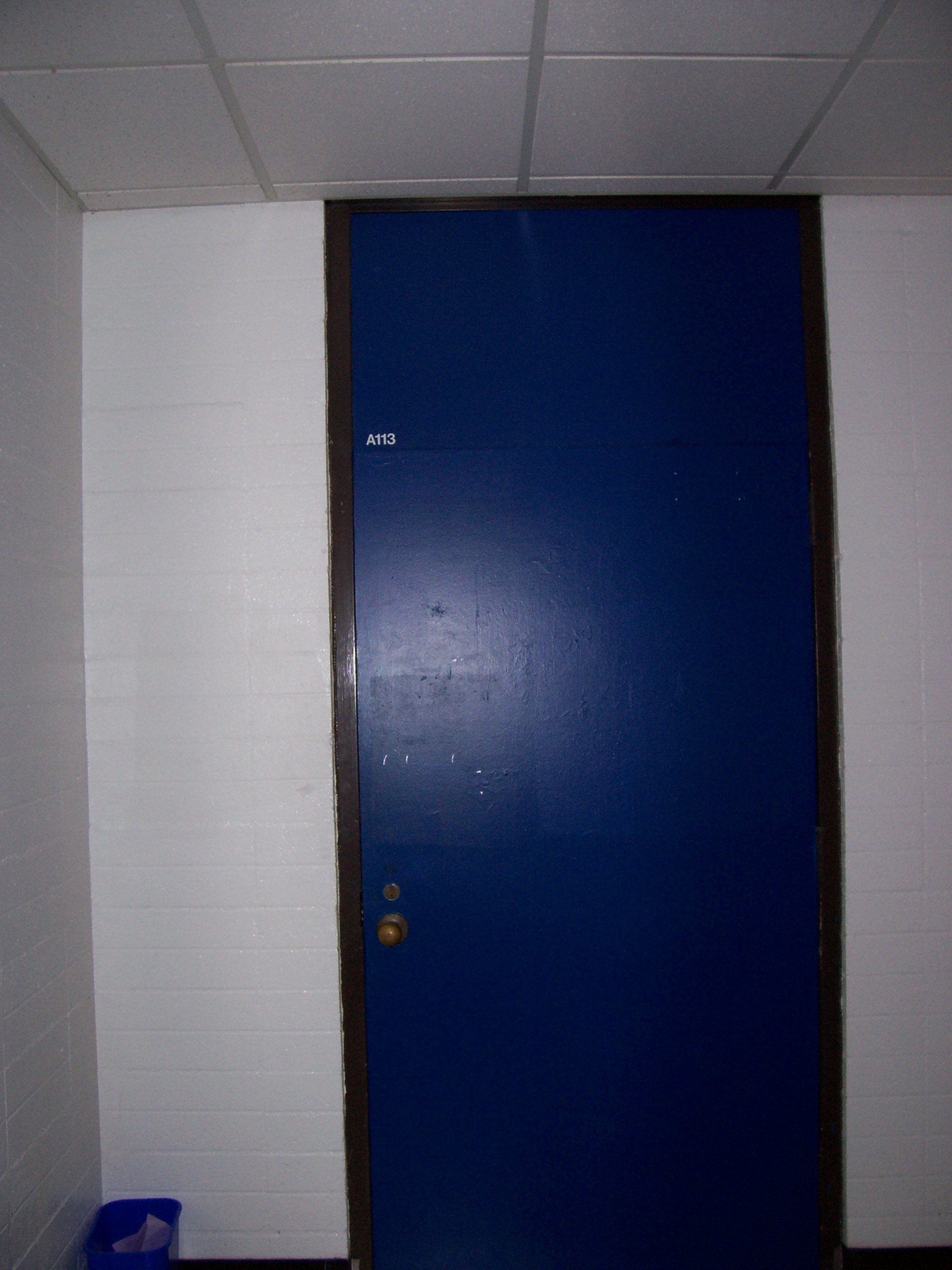
Легендарна кімната A113 у Каліфорнійському інституті мистецтв

A113 (іноді ACXIII, A-113 або A1-13) — внутрішній гумор та «великоднє яйце», яке зустрічається у багатьох фільмах та серіалах. A113 — це номер класної кімнати
у Каліфорнійському інституті мистецтв, в якій першокурсники вивчають графічний дизайн і анімацію. 
Відомі випускники інституту, зокрема Джон Лассетер, Бред Берд та Ендрю Стентон регулярно вставляють номер кімнати у свої роботи.

## Поява A113

### Мультсеріали
- Сімпсони — номер на тюремній робі клоуна Красті (1 сезон 12 серія).
- Американський тато! — номери на червоному Hummer (8 сезон 1 серія).
- Південний парк — номер на борту гелікоптера (2 сезон 18 серія).
- Невгамовні — номер кімнати Home Economics (1 сезон 4 серія).

### Мультфільми студіїPixar
- 1995 — Історія іграшок — це номерний знак автомобіля мами Енді.
- 1998 — Пригоди Фліка — номер можна побачити на коробці, коли Флік прибуває в місто комах.
- 1999 — Історія іграшок 2 — номер автомобіля мами Енді, а також номер авіарейсу.
- 2001 — Корпорація монстрів — номер можна побачити на задньому плані, коли Сміті та Нідлман вивантажують сміття.
- 2003 — У пошуках Немо — модель фотокамери аквалангіста, який спіймав Немо.
- 2004 — Суперсімейка — це номер конференц-залу, в якому Боб повинен був зустріти Міраж, а також номер камери в якій сидів Містер Неймовірний (рівень А1, камера 13).
- 2006 — Тачки — номер потягу, який ледь не збив МакКвіна, а також номерний знак Сирника.
- 2006 — Сирник та північне світло — номерний знак Сирника.
- 2007 — Рататуй — номер потягу у чорно-білому кіно, а також номер на бірці лабораторного щура Ґіта.
- 2008 — ВОЛЛ·І — це номер директиви яку запускає Автобот щоб знешкодити Капітана.
- 2009 — Вперед і вгору — це номер судового залу, в який входить Карл Фредріксен.
- 2010 — Історія іграшок 3 — номери на автомобілі мами Енді.
- 2011 — Тачки 2 — номер на хвості британського літака-винищувача, а також номерний знак Сирника.
- 2012 — Відважна — номер над внутрішньою частиною двері в будинку відьми (написано римськими цифрами ACXIII).
- 2013 — Університет монстрів — на дверях лекційної зали.
- 2015 — Думками навиворіт — номер класу, куди заводять Райлі. А також на задньому плані, коли Райлі бере слухавку по дорозі до автобусу.
- 2015 — Добрий динозавр — номер можна помітити коли птах відганяє Арло.
- 2016 — У пошуках Дорі — номер вантажного автомобіля (CALA113), який везе тварин у Клівленд.
- 2017 — Коко — номер відділу сімейних скарг, а також номер на одному з альбомів Ернесто де ла Круза.
- 2017 — Тачки 3 — номерний знак Сирника і номер над офісом Стерлінга.
- 2018 — Суперсімейка 2 — номер посвідчення міжнародного супергероя (BUNI-A113).

### Інші фільми
- 1987 — Відважний маленький тостер — номер квартири Роба.
- 1999 — Сталевий гігант — номерний знак автомобіля, який майже з'їв гігант. А також картина в будинку Діна з зображенням А113.
- 2002 — Ліло і Стіч — це номерний знак усіх транспортних засобів (у тому числі космічного корабля Капітана Ганта, а також автомобільні номери в кімнаті Ліло).
- 2009 — Принцеса і Жаба — номер на візку.
- 2009 — Планета 51 — номерний знак автомобіля Лема (А113).
- 2010 — Альфа і Омега: Зубата братва — номер вантажівки на задньому плані (епізод розмови Гамфрі з Марселем і Паддом).
- 2014 — Світанок планети мавп — вірус «Мавп'ячий грип» має кодову назву ALZ-113.
- 2014 — Сусіди — номер можна побачити на кораблі в сцені битви Сета з Заком.
- 2014 — Книга життя — номер шкільного автобуса.
- 2015 — Земля майбутнього: Світ за межами — напис на екрані на початку фільму «Виробництво А113».
- 2018 — Ральф-руйнівник 2: Інтернетрі — номер з'являється над дверима, коли Ванілопа фон Кекс намагається втекти від штурмовиків.